# Kristine Storrø
Kristine Storrø (9 de diciembre de 1977) es una deportista noruega que compitió en taekwondo. Ganó una medalla de bronce en el Campeonato Europeo de Taekwondo de 2005, en la categoría de –51 kg.

## Palmarés internacional
| Campeonato Europeo | Campeonato Europeo | Campeonato Europeo | Campeonato Europeo |
| Año                | Lugar              | Medalla            | Categoría          |
| ------------------ | ------------------ | ------------------ | ------------------ |
| 2005               | Riga (Letonia)     | Medalla de bronce  | –51 kg             |